# Miss you / "O"-Sei.Han.Go.
miss you / "O"-Sei.Han.Go. (miss you/“O”-正・反・合) là đĩa đơn tiếng Nhật thứ tám của Tohoshinki, phát hành ngày 8 tháng 11 năm 2006 bởi Rhythm Zone.

## Danh sách bài hát

### CD
| STT              | Nhan đề                                                     | Phổ lời          | Phổ nhạc         | Thời lượng |
| ---------------- | ----------------------------------------------------------- | ---------------- | ---------------- | ---------- |
| 1.               | "miss you"                                                  | H.U.B            | Suzuki Daisuke   | 4:42       |
| 2.               | ""O"-Sei.Han.Go" (“O”-正・反・合)                           | H.U.B            | Yoo Young Jin    | 4:17       |
| 3.               | "Sky (TVP UTA'S MIX)"                                       | H.U.B            | h-wonder         | 5:20       |
| 4.               | "miss you (Less Vocal)"                                     |                  |                  | 4:42       |
| 5.               | ""O"-Sei.Han.Go (Less Vocal)" (“O”-正・反・合 (Less Vocal)) |                  |                  | 4:17       |
| Tổng thời lượng: | Tổng thời lượng:                                            | Tổng thời lượng: | Tổng thời lượng: | 23:18      |

| STT | Nhan đề                                                     | Phổ lời | Phổ nhạc       | Thời lượng |
| --- | ----------------------------------------------------------- | ------- | -------------- | ---------- |
| 1.  | "miss you"                                                  | H.U.B   | Suzuki Daisuke | 4:42       |
| 2.  | ""O"-Sei.Han.Go" (“O”-正・反・合)                           | H.U.B   | Yoo Young Jin  | 4:17       |
| 3.  | "miss you (Less Vocal)"                                     |         |                | 4:42       |
| 4.  | ""O"-Sei.Han.Go (Less Vocal)" (“O”-正・反・合 (Less Vocal)) |         |                | 4:17       |

### DVD
1. miss you (Music Video)
2. Offshot Movie

## Xếp hạng
| Ngày phát hành      | Oricon chart         | Thứ hạng | Số bản tiêu thụ | Chart run |
| ------------------- | -------------------- | -------- | --------------- | --------- |
| 8 tháng 11 năm 2006 | Weekly Singles Chart | 3        | 29,226          | 4 tuần    |

## Ngày phát hành
| Ngày                 | Quốc gia | Định dạng                  | Nhãn đĩa         |
| -------------------- | -------- | -------------------------- | ---------------- |
| 8 tháng 11 năm 2006  | Nhật Bản | CD CD+ DVD tải kỹ thuật số | Rhythm Zone      |
| 17 tháng 11 năm 2006 | Đài Loan | CD CD+ DVD tải kỹ thuật số | Avex Taiwan      |
| 12 tháng 1 năm 2007  | Hàn Quốc | CD CD+ DVD tải kỹ thuật số | SM Entertainment |